# Tassadia emygdioi
Tassadia emygdioi är en oleanderväxtart som beskrevs av J. Fontella Pereira. Tassadia emygdioi ingår i släktet Tassadia och familjen oleanderväxter. Inga underarter finns listade i Catalogue of Life.